# Каду-Сара
Каду-Сара (перс. كدوسرا) — село в Иране, в дехестане Сангар, в бахше Сангар, в шагрестане Решт. По данным переписи 2006 года, его население составляло 1241 человек, проживавших в составе 369 семей. Согласно Этимаду аль-Султане село Каду-Сара на западе реки Сефид-руд происходит от названия племени кадусиев.

## Климат
Средняя годовая температура составляет 14,54 °C, средняя максимальная — 28,61 °C, а средняя минимальная — 0,19 °C. Среднее годовое количество осадков — 1205 мм.